# Luca Clemenza
Luca Clemenza (Cittiglio, 9 juli 1997) is een Italiaans voetballer die als middenvelder speelt. Hij wordt door Juventus verhuurd aan Padova.

## Clubcarrière
Clemenza is afkomstig uit de jeugdopleiding van Juventus. Tijdens het seizoen 2017/18 werd hij verhuurd aan Ascoli. In dertig competitieduels maakte hij twee doelpunten voor Ascoli in de Serie B. Tijdens het seizoen 2018/19 wordt de Italiaans jeugdinternational verhuurd aan Padova.

## Interlandcarrière
Clemenza kwam reeds uit voor verschillende Italiaanse nationale jeugdselecties. In 2018 debuteerde hij in Italië –20.